# Psoralea abbottii
Psoralea abbottii, biljna vrsta iz porodice mahunarkik, to je polugrm ili grm iz roda Psoralea iz južnoafričkih provincija KwaZulu-Natal i Eastern Cape.
Vrsta je kao nova opisana tek 1995. godine, a danas je ugrožena zbog širenja uzgoja usjeva, prečestih požara i prekomjerne ispaše. na 8000 km², postoji manje od 10 poznatih lokacija.